# Seleção dos Estados Unidos de Beisebol

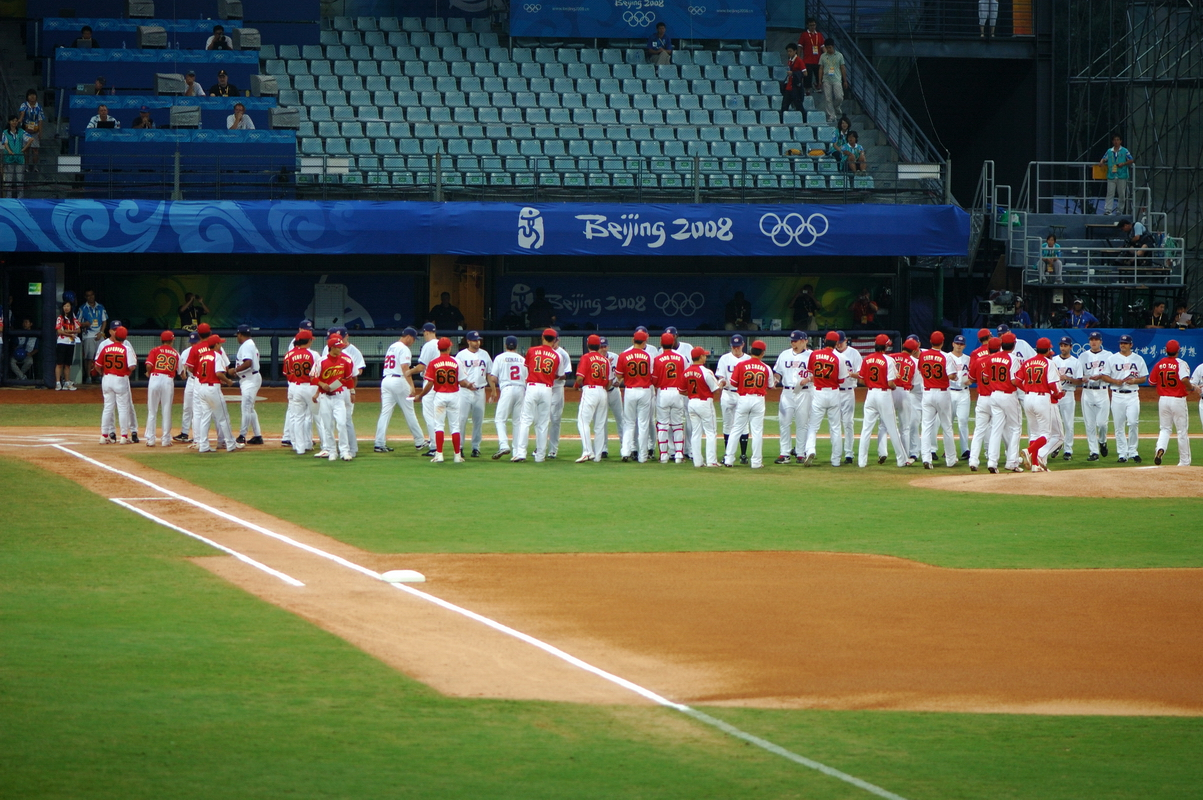
Seleção dos Estados Unidos em partida contra a China nos Jogos Olímpicos de Verão de 2008.

A Seleção dos Estados Unidos de Beisebol, também conhecida como Team USA, representa os Estados Unidos nos torneios internacionais de beisebol. A equipe venceu quatro edições da Copa do Mundo de Beisebol e conquistou a medalha de ouro nos Jogos Olímpicos de Verão de 2000. Atualmente, ocupa a quarta posição no WBSC World Rankings, sistema que classifica as melhores seleções do esporte no mundo, consagrando-se como uma das principais seleções do mundo do esporte.
Os Estados Unidos foram o membro inaugural do World Baseball Classic (WBC), fazendo sua estreia na primeira edição. Em suas três primeiras aparições, o melhor resultado foi o quarto lugar em 2009. Em 2017, a equipe ganhou o título do WBC pela primeira vez.